# Quarto!
Quarto! è un gioco da tavolo astratto ideato dal matematico svizzero Blaise Muller nel 1991.

## Il gioco

### Tavoliere e pedine

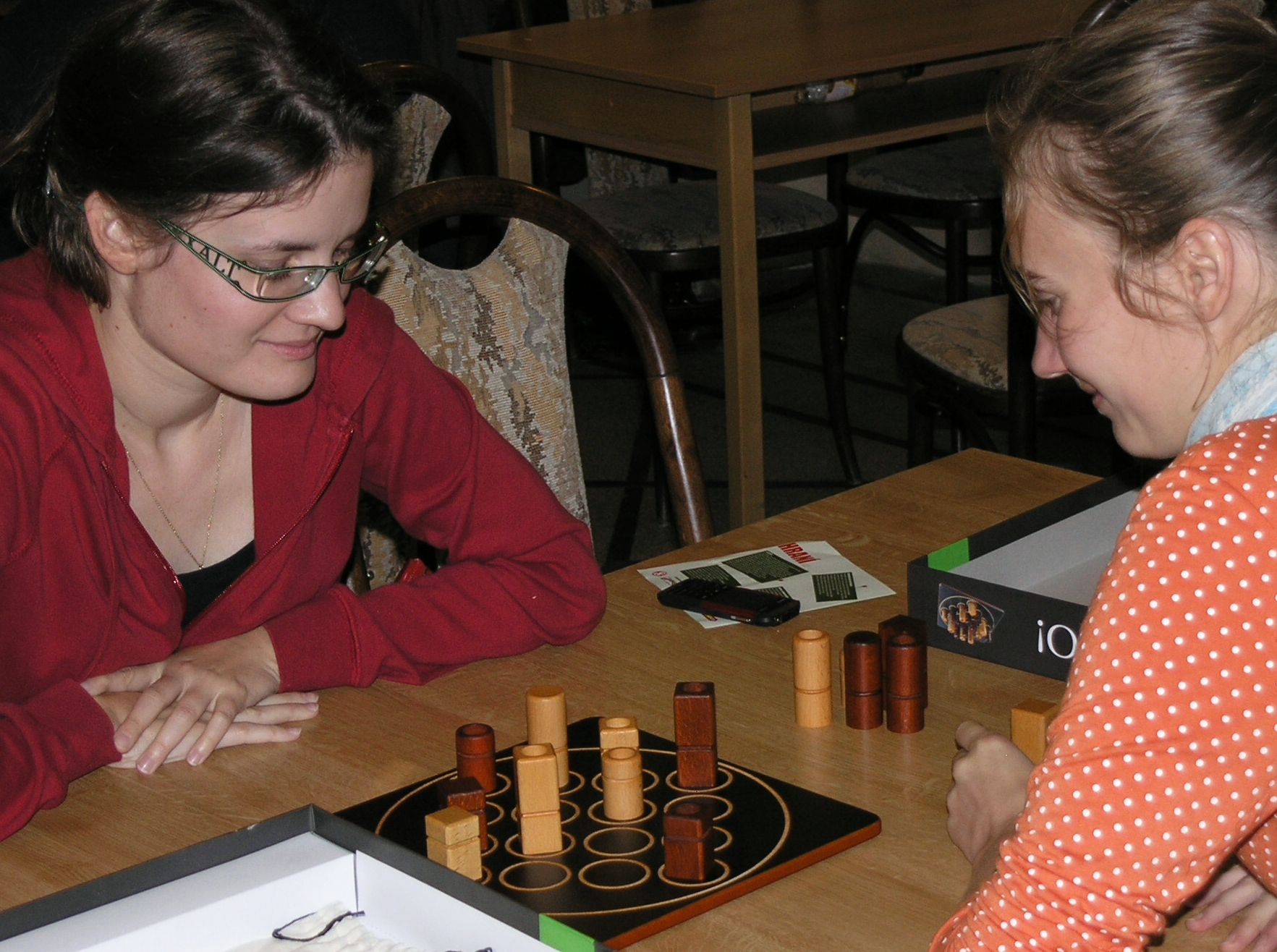
Partita a Quarto!

Quarto! si gioca in due persone con 16 pedine di legno su un tavoliere quadrato di 16 caselle (4×4).
Ogni pedina è contraddistinta da quattro caratteristiche dicotomiche:
- alto-basso;
- bianco-nero;
- tondo-quadrato;
- bucato-pieno.

In modo che tutte le pedine siano distinte tra loro e che ognuna delle quattro caratteristiche sia presente su ogni pedina.

### Svolgimento
A turno ogni giocatore sceglie una qualunque delle pedine non utilizzate e la porge al proprio avversario perché la posizioni su una casella vuota.

### Conclusione
Quando quattro pedine con una medesima caratteristica vengono allineate, orizzontalmente, verticalmente o su una delle due diagonali, si verifica un quarto:
- se il giocatore che ha effettuato il quarto esclama "Quarto!" durante il turno stesso, vince;
- altrimenti, se l'avversario esclama "Quarto!" durante il turno successivo, vince;
- se tutti i pezzi vengono posizionati senza che nessun giocatore abbia conseguito la vittoria, la partita è patta.

### Varianti
Il gioco può essere reso più semplice scegliendo di giocare con meno caratteristiche, ad esempio limitandosi a distinguere le pedine in bianche e nere.
Da regolamento una variante più difficile permette di considerare per il quarto anche gruppi quadrati di 4 caselle contigue.
Altre varianti offrono la possibilità di effettuare un quarto anche con 4 caselle non contigue, ad esempio con le pedine nei quattro vertici della plancia di gioco.
Le varianti, aggiungendo complessità al gioco, riducono drasticamente le possibilità di arrivare ad una patta.

## Premi e riconoscimenti
- Dé d’Or des Créateurs de Jeux 1989 - Paris, FRANCE
- Oscar du Jouet-Toy Oscar 1992 - Paris, FRANCE
- Jouet de l’année-Game of the Year 1992 - BRUSSELS
- Super As d’Or Festival International des Jeux-Super Golden Ace 1992 - Cannes, FRANCE
- Toy Award 1992 - BENELUX
- Spiel des Jahres-Game of the Year 1993 - GERMANY
- Gioco Dell’anno-Game of the Year 1993 - ITALY
- Speelgoed Vant Jaar-Game of the year 1993 - NETHERLANDS
- Mensa Select Top 5 Best Games 1993 - USA
- Parent’s Choice Gold Award 1993 - USA
- Best Bet of the Toy Testing Council 1994 - CANADA
- Prix d’Excellence des Consommateurs-Consumer’s Toy Award 1994 - Quebec, Canada
- Games Magazine “Games 100 Selection” 1995 - USA
- Games Magazine “Games 100 Selection” 1996 - USA
- Games Magazine “Games 100 Selection” 1997 - USA
- Game of the Year 2004 - FINLAND
- Parent’s Choice Top 25 games in 25 years 2004 - USA